# Acerentulus occultus
Acerentulus occultus är en urinsektsart som beskrevs av Andrzej Szeptycki 1979. Acerentulus occultus ingår i släktet Acerentulus och familjen lönntrevfotingar. Inga underarter finns listade i Catalogue of Life.